# Eugen Kumičić
Eugen Kumičić (Brseč, 11. siječnja 1850. – Zagreb, 13. svibnja 1904.), bio je hrvatski književnik i političar. Pisao je pod pseudonimom Jenio Sisolski.

## Životopis
Eugen Kumičić rođen je 11. siječnja 1850. godine u malom istarskom mjestu Brseču. Osnovnu pučku školu, normalku, završio je u Brseču, privatno, učeći kod tamošnjeg župnika koji je okupljao hrvatsku djecu i pripremao ih u početnim znanjima. Gimnaziju je završio u Rijeci. Počeo je studirati medicinu u Pragu, ali prelazi u Beč gdje studira povijest, zemljopis i filozofiju. Potom se u Zagrebu zaposlio kao srednjoškolski profesor. Oduševljavao se pravaštvom, te s Matkom Laginjom i Erazmom Barčićem pokreće u Kraljevici list Primorac te uređuje Hrvatsku vilu (1882. – 1883.) i Hrvatsku (1887. – 1888). Od 1884. godine je kao pravaš više puta biran za zastupnika u Hrvatski sabor, gdje se istaknuo kao govornik i protivnik promađarske politike.
Nakon rascjepa u pravaškoj stranci, 1895. godine, postaje potpredsjednik novoosnovane Čiste stranke prava.
Pripadao je najznamenitijim Istranima svog vremena koji su branili, čuvali i štitili hrvatski nacionalni duh za burnih vremena talijanizacije Istre. Kumičić ne samo što je bio članom, nego je bio povjerenikom Matice hrvatske za Istru, a uz to je obnašao dužnost u Glavnom odboru središnjice u Zagrebu.
Umro je u Zagrebu 1904. godine. Pokopan je na zagrebačkome groblju Mirogoju.

## Književno stvaralaštvo
Eugen Kumičić smatra se predvodnikom naturalizma u hrvatskoj književnosti. Često se koristio elementima preuzetim iz francuske trivijalne književnosti, te rekvizitima knjiške romantike. Veliku popularnost stekao je povijesnim romanima, a pisao je i drame te romane sa socijalnom tematikom.
Ocjenjujući Eugena Kumičića kao književnika, Antun Gustav Matoš zapisao je: "To je prvi naš naturalist i socijalni pripovjedač koji se poput Flauberta i Zole služio dokumentarno realističkom metodom." Nasuprot njemu, Antun Barac za Kumičića tvrdi kako u težnji stvaranja obrasca hrvatskog socijalnog romana, pisanog realističkom metodom, nije uspio kao njegovi francuski uzori. Unatoč svim zamjerkama, Kumičićevu književnu talentu ne može se poreći snaga kojom je slikao ljude i prirodu Istre u romanima Jelkin bosiljak i Začuđeni svatovi, kao i zanimljiv kritički prikaz ekonomskog i moralnog rasula u gornjim slojevima građanskog društva u romanima Olga i Lina ("ljubavna kolonizacija Hrvatske"), te Gospođa Sabina koji su objavljeni 1881., odnosno 1883. godine.
Roman Olga i Lina istakao se po reagiranjima i posljedicama koje je izazvao. Djelo je ljubavna priča i moralno-politički apel kojim se upozorava na opasnost što je opako prijetila trovanju i utrnuću hrvatskog nacionalnog bića. Alegorijski prikaz Austrije (bečka došljakinja Lina koja smišljeno i sustavno upropaštava naivnog i lakomislenog aristokrata), nasuprot uzoritoj Olgi. Opisuje Hrvatsku 19. stoljeća, "porobljenu i tuđinskom infiltracijom rastočenu".
Pod puškom se smatra Kumičićevim najboljim djelom. Djelo je ratno izvješće koja prerasta u potresna ispovijed pisca u vrijeme oko bosanske okupacije 1878. godine, zapis o užasnoj situaciji koja može snaći i vojnika i nedužnog civila, a opisuje kako se sam našao u nezahvalnoj situaciji.

## Djela
- Slučaj, novela (1879.)
- Olga i Lina, roman (1881.)
- Jelkin bosiljak, pripovijest (1881.)
- Neobični ljudi, pripovijest (1882.)
- Primorci, roman (1882.)
- O romanu, esej (1883.)
- Začuđeni svatovi, roman (1883.)
- Ivan Turgenjev, esej (1883.)
- Gospođa Sabina, roman (1883.)
- Ubilo ga vino, pripovijest (1884.)
- Sirota, roman (1885.)
- Pod puškom, pripovijest (1886.)
- Preko mora, pripovijest (1889.)
- Saveznice, pripovijest (1889.)
- Teodora, roman (1889.)
- Otrovana srca, pripovijest (1890.)
- Sestre, drama (1890.)
- Obiteljska tajna, komedija (1890.)
- Zablude naše kritike, esej (1890.)
- Broj 84 i 85, pripovijest (1890.)
- Crn Božić, pripovijest (1890.)
- Tri mučenice, pripovijest (1890.)
- Mladost-ludost, pripovijest (1891.)
- Urota zrinsko-frankopanska, povijesni roman (1893.)
- Pobijeljeni grobovi, pripovijest (1896.)
- Poslovi, drama (1898.)
- Petar Zrinski i Fran Krsto Frankopan i njihovi klevetnici, esej (1899.)
- Petar Zrinski, povijesna drama (1900.)
- Kraljica Lepa ili propast kraljeva hrvatske krvi, roman (1902.)

## Saborski vritnjak Khuenu Héderváryju
U saborskoj raspravi 5. listopada 1885. godine ban Khuen Héderváry opravdavao je nezakonito otuđenje tzv. Komornih spisa koji su nezakonito odneseni u Mađarsku. Izbila je žestoka svađa i Héderváry je u jednom trenutku krenuo iz sabornice ali David Starčević je rekao Josipu Gržaniću da banu ne da samo tako izaći van pa je Gržanić krenuo za njim i izgurao ga iz sabornice pritom ga udarivši nogom u stražnjicu. Nakon tih događaja David Starčević, Eugen Kumičić i Josip Gržanić bili su odmah pritvoreni. Khuenove pristaše su po svaku cijenu htjeli dokazati da nitko nije udario niti mogao udariti "preuzvišenoga gospodina bana". Ali pravaš Grga Tuškan, odnosno do 5. listopada dr. Grga Tuškan, u istražnome je zatvoru (10. listopada 1885. godine) izjavio je: "Ja držim da je udaren Preuzvišeni g. ban nogom..." Grgi Tuškanu je nakon toga oduzeta doktorska titula kao i Davidu Starčeviću i osuđeni su na 6 mjeseci zatvora. Završetak suđenja popratili su žestoki prosvjedi građana u Zagrebu.

## Vanjske poveznice
- Kumičić, Eugen (Evgenij) Hrvatska enciklopedija. LZMK
- Ljubica Anđelković, Pomak u interpretaciji. Eugen Kumičić — život i djelo, zbornik radova, Udruga Jenio Sisolski, Brseč, 2002., Vijenac, br. 233, 6. veljače 2003.

Tekstovi romana:
- Gospođa Sabina
- Olga i Lina
- Urota Zrinsko-Frankopanska
- Začuđeni svatovi